# Distretto di Sukhirin
Il distretto di Sukhirin (in thailandese: สุคิริน) è un distretto (amphoe) della Thailandia, situato nella provincia di Narathiwat.